# Prostitución en Burkina Faso
La prostitución en Burkina Faso no está tipificada como delito en las leyes del país africano, pero el proxenetismo es ilegal. La sociedad burkinesa solo acepta las relaciones sexuales dentro del matrimonio. En 2009, Voice of America informó de que el número de prostitutas en Burkina Faso había aumentado como consecuencia de la pobreza del país. El aumento de la prostitución ha hecho temer un aumento del número de burkineses infectados por el VIH y el sida. ONUSIDA calculó en más de 31 000 las prostitutas en el país.
En 1990, el gobierno de Burkina Faso ratificó la Convención de la ONU sobre los Derechos del Niño y existen leyes contra la explotación sexual comercial de menores. El gobierno ha tomado medidas para garantizar la seguridad de los niños frente al abuso y la explotación sexual, pero sigue siendo una práctica habitual. Los niños de familias pobres recurren a la prostitución para cubrir sus necesidades diarias y, en ocasiones, para ayudar a sus necesitados padres. Los niños víctimas de la trata, principalmente nigerianos, también eran objeto de abusos sexuales y prostitución forzada.
En la capital, Uagadugú, la principal zona de prostitución se encuentra en el barrio de Dapoya.
Aunque la homosexualidad es ilegal en el país, existe prostitución masculina, sobre todo en las zonas turísticas.

## Prevalencia del VIH
Al igual que otros países del África subsahariana, la prevalencia de la infección por VIH/sida es relativamente alta, aunque está disminuyendo. En 1999, la prevalencia en adultos era del 6,4 %, y en 2016 había descendido al 0,8 %. Las profesionales del sexo son un grupo de alto riesgo. Su prevalencia también ha mostrado una bajada, de un 53 % en 1998, al 16,2 % en 2016.

## Tráfico sexual
Burkina Faso es país de origen, tránsito y destino de mujeres y niños víctimas del tráfico sexual. Las niñas son explotadas en el tráfico sexual, mientras a los niños se les traslada a Costa de Marfil, Malí y Níger para ejercer la prostitución. En menor medida, los traficantes reclutan a mujeres para empleos aparentemente legítimos en Líbano, Qatar, Arabia Saudí y varios países europeos y posteriormente las someten a prostitución forzada. Mujeres de otros países de África Occidental son reclutadas fraudulentamente para trabajar en Burkina Faso y posteriormente sometidas a prostitución forzada. Niñas nigerianas son explotadas en el tráfico sexual en Burkina Faso. Traficantes nepaleses han sometido a mujeres tibetanas al tráfico sexual en Burkina Faso.
La ley contra la trata de 2008 penaliza todas las formas de trata y prescribe penas de cinco a diez años de prisión, que son suficientemente estrictas y acordes con las penas prescritas para otros delitos graves, como la violación. La Ley nº 11-2014/AN tipifica como delito la "prostitución infantil" y la venta de niños, incluida la venta de niños para delitos no considerados trata en el Protocolo TIP de la ONU de 2000.
La Oficina de Vigilancia y Lucha contra la Trata de Personas del Departamento de Estado de los Estados Unidos clasificó en 2023 a Burkina Faso como país de "nivel 2".